# LGBT en Islande
L'Islande est l'un des pays du monde où les personnes LGBT+ jouissent de nombreux droits. Avec les autres pays scandinaves, l'Islande fait partie des pays les plus progressistes en la matière. Les changements législatifs reflètent une transformation profonde de la société islandaise depuis les années 1990, passant d'un conservatisme homophobe à une acceptation de plus en plus importante des personnes LGBT+.
De 1869 à 1940, les relations homosexuelles, surtout celles entre hommes, sont désignées comme « acte sexuel contre-nature » et criminalisées. En 1924, l'athlète Guðmundur Sigurjónsson est le premier et unique Islandais à être condamné pour sodomie. En 1940, l'homosexualité est dépénalisée mais l'existence des homosexuels reste très difficile, dans une petite société rurale où l'anonymat n'existe pas. La majorité sexuelle pour les homosexuels est fixée à 21 ans, tandis que celle pour les hétérosexuels est de 14 ans pour les garçons et 16 ans pour les filles. Plusieurs Islandais sont condamnées pour des relations homosexuelles avec des mineurs jusqu'en 1990. Rejetées au sein de la société islandaise profondément homophobe, de nombreuses personnes LGBT+ choisissent de s'exiler à Copenhague. En 1975, le coming-out gay médiatique de Hörður Torfason provoque un tollé et oblige l'artiste à quitter le pays.
En 1978, les homosexuels puis les lesbiennes (jusqu'ici fortement invisibilisées) se réunissent dans l'organisation Samtökin '78 (en) pour défendre leurs droits. Le mouvement féministe radical est également important à cette époque. La terminologie jugée offensante est notamment changé pour des termes plus respectueux des personnes LGBT+, et l'épidémie de Sida dans les années 1980 met en lumière les difficultés rencontrées par les personnes LGBT. Le regard de la société islandaise change progressivement. Les valeurs de justice sociale et d'équité, le recul important de la religion chrétienne, ainsi que la culture du consensus dans la politique islandaise, permettent aux groupes LGBT de militer pour des changements législatifs profonds. En 1996, un partenariat civil pour les personnes homosexuelles est reconnu ; en 2010, le mariage homosexuel est légalisé. Les droits des personnes LGBT+ en Islande sont les mêmes que ceux des personnes hétérosexuelles concernant le mariage, l'adoption ou la procréation médicalement assistée. En 2019, la loi sur l'autonomie de genre facilite les procédures de transition pour les personnes transgenre, sur la base de leur consentement éclairé, et l'Islande reconnaît un genre neutre sur les passeports et les documents officiels, prenant en compte les personnes non-binaires.
Au début du XXIe siècle, l'Islande a acquis la réputation d'être devenue une « utopie queer ». La marche des fiertés de Reykjavik, lancée en 2000, rassemble tous les ans plusieurs dizaines de milliers de personnes et est devenue dans les années 2010 l'un des plus grands évènements en Islande. Néanmoins, les lieux de socialisation queer restent limités en raison de la petite taille de la population islandaise.

## Terminologie

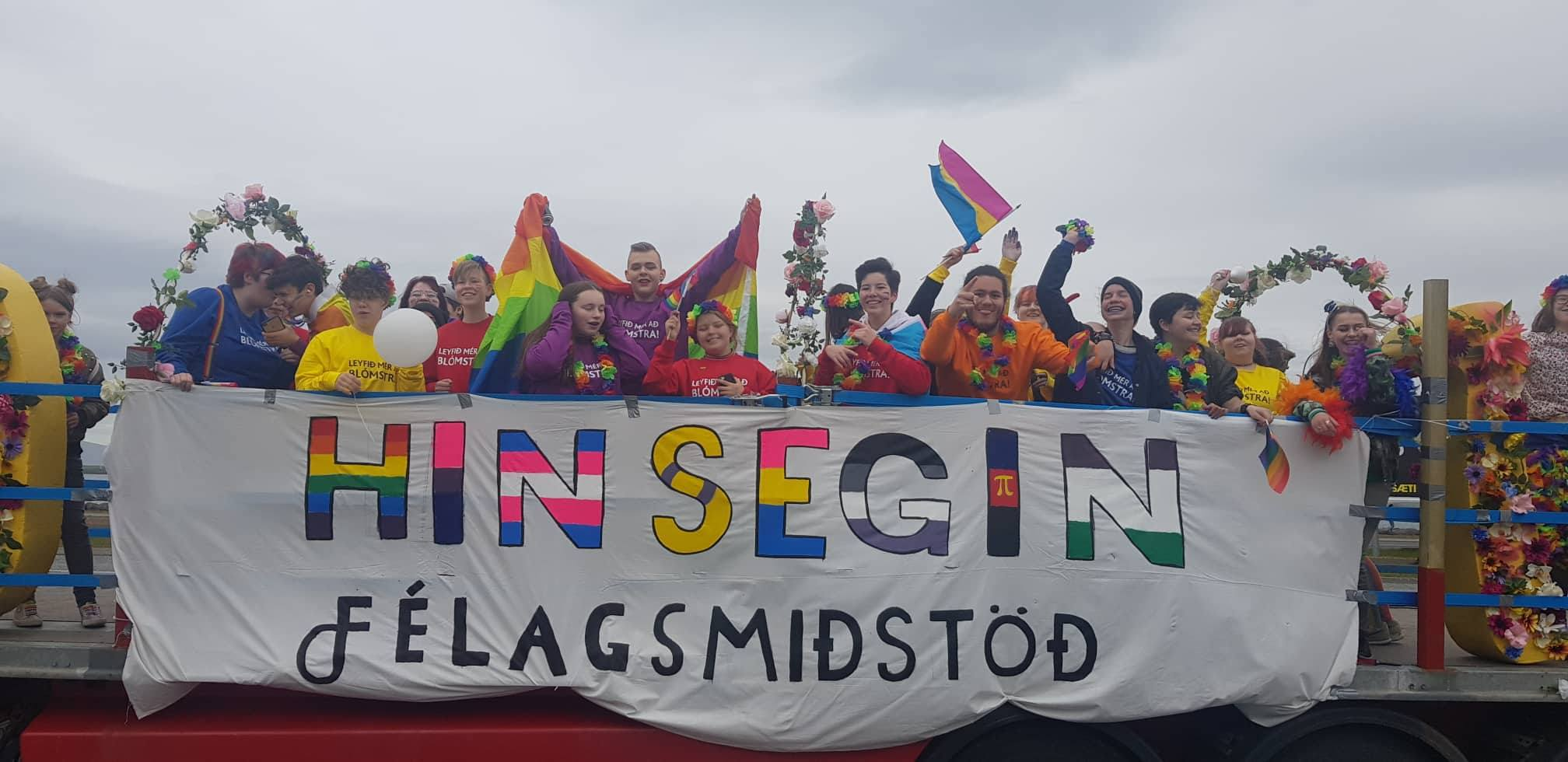
Le mot hinsegin (queer) affiché à la marche des fiertés de Reykjavik en 2018, avec les couleurs des drapeaux LGBT, bisexuel, trans, intersexe, pansexuel, gris-asexuel, polyamoureux et genderqueer.

Jusqu'au XXe siècle, il n'y a pas de terme en islandais pour désigner l'homosexualité ou les personnes LGBT. En 1920 apparaît le terme « aberration sexuelle » (kynvilla) pour désigner les hommes homosexuels. Jusqu'à la fin du XXe siècle, il n'existe pas de mot islandais pour désigner une lesbienne ou une femme homosexuelle. Dans les années 1980, l'association Samtökin '78 (en) milite pour un changement de vocabulaire et parvient à imposer le terme samkynhneigð (« homosexualité », construit sur le même modèle que gagnkynhneigð « hétérosexualité »), ainsi que les mots hommi (« homo » ou « gay ») et lesbía (« lesbienne »).
À partir des années 1990, le terme générique hinsegin, traduisible par queer, devient de plus en plus usité pour se référer à l'ensemble des personnes LGBT+. Ce mot signifiait à l'origine quelqu'un ou quelque chose de bizarre, d'étrange, hors de la norme ; la communauté LGBT+ islandaise s'est réapproprié le mot pour lui donner une connotation positive.

## Histoire
La société traditionnelle islandaise, jusque dans les années 1970, est conservatrice et marquée par des rôles de genres hétéronormés. Cette position a graduellement évolué à la fin du XXe siècle.

### Âge des Vikings
L'histoire des relations entre personnes de même sexe a été peu étudiée par les universitaires islandais, à l'exception de la période médiévale rapportée dans les sagas.

#### Masculinité hégémonique
Durant l'âge des Vikings, la société islandaise est marquée par une masculinité hégémonique où sont valorisés les traits de caractères associés à la masculinité, comme la force guerrière et l'indépendance. Le genre est associé au pouvoir : la masculinité est synonyme de puissance et la féminité synonyme de faiblesse. Les sociétés scandinaves se caractérisent par des rôles de genre marqués, et la déviance à ces normes est fortement condamnée. Pour un homme, agir de manière faible ou féminine est très mal perçu et vecteur de honte.
De même, le Grágás (recueil de lois de l'État libre islandais au XIIIe siècle) condamne les femmes qui se coupent les cheveux, portent des habits masculins et portent des armes. Plusieurs cas de femmes prenant les armes et jouant le rôle de guerrier en Scandinavie ont été répertoriés ; la perception de leur genre par les sociétés vikings (femmes, hommes, voire troisième genre) est cependant inconnue. Pour l'historienne américaine Carol Clover, les sociétés vikings ont un modèle basé sur un seul genre, la masculinité.
« There were two levels of gender continuity: the biological males
and some females who fulfilled the vigorous demands of masculinity, at least temporarily, and the rest who did not: most females, children and the old, disabled, low-status or effeminate males »
« Il y avait deux niveaux de continuité de genre : les hommes biologiques et quelques femmes qui correspondaient aux exigences fortes de la masculinité, au moins temporairement, et le reste qui n'y correspondaient pas : la plupart des femmes, les enfants et les personnes âgées, handicapées, en bas de l'échelle sociale ou les hommes efféminés. »
Il faut toutefois prendre en compte que l'identité de genre ou l'orientation sexuelle à cette époque ne sont pas comparable à la vision occidentale contemporaine, où ce sont des éléments de l'identité d'un individu. Dans les sociétés scandinaves, l'identité personnelle fixe n'existe pas véritablement et une personne est d'abord définie par ses relations sociales. Une même personne peut ainsi incorporer des traits de caractère jugés masculins ou féminins en même temps.
Les sagas n'évoquent jamais les relations lesbiennes. La professeure de littérature islandaise Dagný Kristjánsdóttir souligne que jusqu'à la fin du XXe siècle, il n'existe pas de mot dans la langue islandaise pour désigner une lesbienne ou une femme homosexuelle.

#### Homosexualité masculine et déshonneur
D'après les sagas islandaises, les hommes ayant des relations sexuelles avec d'autres hommes sont jugés très négativement, frappés de déshonneur. De telles relations sont qualifiées de ergi, un comportement honteux, que l'on peut aussi traduire par « non-masculin ». Cette honte est particulièrement forte pour les hommes qui sont pénétrés analement, et sont considérés comme passifs lors de la relation sexuelle. Le fait de pénétrer un autre homme n'est pas vu comme honteux, mais est perçu comme une agression car cela fait perdre tout honneur à l'homme pénétré. Cela a même pu constituer une façon d'exprimer sa puissance masculine pour soumettre et humilier un adversaire. Vers 1300, sous l'influence de la religion chrétienne, cette vision change et l'homme pénétrant est perçu comme perverti. Toutefois, il est toujours perçu moins négativement que l'homme qui reçoit la pénétration.
Des accusations publiques (níð) peuvent être faites envers un individu jugé pas assez masculin, par exemple en l'accusant d'avoir adopté des comportements féminins. De telles accusation entachent fortement l'honneur de la personne incriminée et peuvent mener à son exclusion de la société. Preuve de l'importance de l'honneur masculin, les lois islandaises (Grágás) interdisent l'usage des mots  et autorisent les personnes sujettes à de telles accusation de non-masculinité à se venger en tuant leur accusateur.

#### Pratiques chamaniques et transgression des normes de genre
Les pratiques religieuses des chamans, avant la christianisation, sont marquées par une transgression des normes de genre. Le rituel du seiðr, généralement accompli par des femmes, a été également pratiqué par des hommes. Cela a souvent été interprété par les anthropologues comme du travestissement, de l'homosexualité ou bien relevant d'un troisième genre. Cependant, aucune source n'atteste l'existence d'un véritable troisième genre dans la société viking islandaise.

### XIIesiècle-XIXesiècle: interdiction religieuse
L'Islande est christianisée en l'an mille. Au XIIe siècle, le Hómilíubók (livre islandais des homélies (en)) interdit explicitement les relations sexuelles entre hommes et celles entre femmes, les comparant au relations avec des animaux. Le manuel de confession de l'évêque Thorlak, écrit en 1178, fait la même interdiction et assimile l'homosexualité à un péché.
Après la réforme protestante, et tandis que l'Islande est sous domination du royaume du Danemark, le Stóridómur ou « grand jugement », un ensemble de lois, est édicté en 1564. Ce code reste en vigueur jusqu'en 1838. Très puritain, il interdit les relations hétérosexuelles hors mariage (adultère), les punissant par des amendes, et interdit l'inceste, passible de la peine de mort. Toutefois, le Stóridómur ne mentionne pas les relations homosexuelles.

### Criminalisation de l'homosexualité (1869-1940)

#### Code pénal de 1869

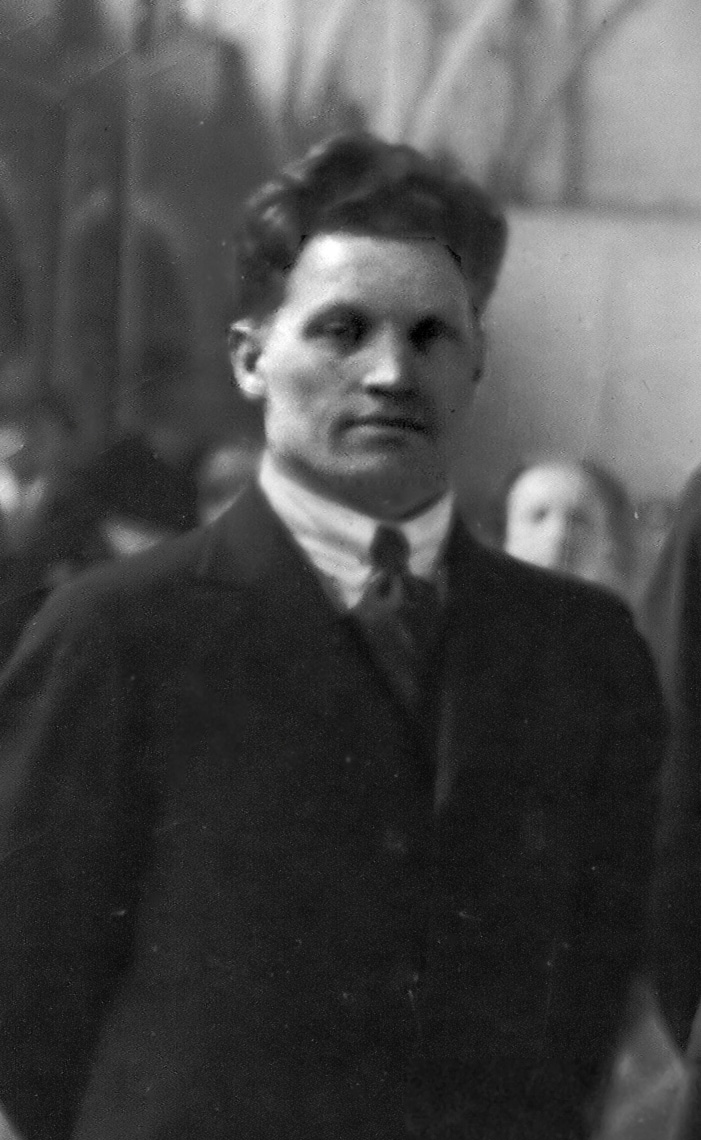
En 1924, l'athlète Guðmundur Sigurjónsson est la première (et unique) personne condamnée pour sodomie de l'histoire islandaise.

En 1869, les relations homosexuelles (désignées par l'expression « acte sexuel contre-nature ») sont interdites par le nouveau code pénal directement inspiré du code pénal danois de 1866. La section 178 du chapitre 16 est assez évasive, mais la formulation utilisée laisse entendre qu'il s'agit surtout d'interdire la sodomie entre hommes. Un tel comportement est mis sur le même plan que les relations sexuelles avec des animaux. À l'inverse, les relations sexuelles entre femmes ne sont pas mentionnées dans le code pénal, ce qui laisse à penser que le lesbianisme n'était même pas envisagé par les législateurs.
À cette époque, la société islandaise est sous contrôle du Danemark, et est majoritairement rurale, comptant moins de 70 000 habitants. Le chercheur islandais Thorgerdur Thorvaldsdóttir note que l'apparition de personnes homosexuelles, au sens contemporain du terme, coïncide avec l'urbanisation et l'avènement de la société industrielle capitaliste. Ainsi, « les actes sexuels entre personnes de même sexe étaient conceptualisés différemment avant l'avènement de ces structures sociales ». En raison de la petite taille de la population islandaise et du contrôle social au sein des communautés villageoises ou familiales, l'existence des homosexuels est très difficile. Vivre ouvertement sa sexualité revient à la rendre publique aux yeux de tous, et il n'existe pas à l'époque de ville permettant de vivre de manière anonyme.
Les statistiques des condamnations pour crime sexuel au XIXe siècle et XXe siècle sont incomplètes et peu précises. Les informations disponibles montrent toutefois que de telles condamnations sont rares, au plus quelques personnes par an.
En 1924, l'athlète Guðmundur Sigurjónsson est le premier Islandais (et unique dans l'histoire du pays) à être condamné pour sodomie. Il est accusé d'avoir eu de nombreuses relations sexuelles avec des hommes et est condamné à huit mois de prison. Il se défend en arguant que les relations ont eu lieu entre adultes consentants et explique avoir également des relations avec des femmes. Afin d'éviter la révélation publique de son homosexualité (ou de sa bisexualité) il accepte le verdict plutôt que de porter l'affaire à la cour suprême. En 1935, il reçoit un pardon royal à l'initiative du premier ministre Hermann Jónasson. Trois autres cas de condamnations pour « acte sexuel contre-nature » sont répertoriées, mais elles concernent des cas d'inceste ou de zoophilie. Thorvaldsdóttir souligne que pour la législation de l'époque, les relations consenties entre hommes sont tout autant voire plus répréhensibles que des violences sexuelles commises sur des enfants (si l'auteur est de même sexe que sa victime) ou sur des animaux.

#### Décriminalisation et nouvelles dispositions légales (1940)
En 1940, à l'occasion de l'adoption d'un nouveau code pénal, les relations sexuelles consenties entre hommes et entre femmes sont décriminalisées. L'Islande s'aligne sur la législation danoise, qui a décriminalisé ces relations en 1933. Ce changement législatif a lieu sans débat particulier au sein de l'Althing. Toutefois, les relations homosexuelles ne sont pas traitées sur un pied d'égalité avec celles hétérosexuelles : la majorité sexuelle est fixée à 14 ans pour les garçons et 16 ans pour les jeunes filles, mais elle s'élève à 21 ans pour les relations sexuelles entre personnes de même sexe. Ces rapports sexuels sont punissables jusqu'à trois ans de prison (pour les relations avec quelqu'un de moins de 18 ans). Il semble, d'après les témoignages recueillis parmi la communauté gay, que cette loi n'a pas été formellement appliquée, même si elle a eu un effet dissuasif.
Le code pénal de 1940 interdit la prostitution homosexuelle masculine, un phénomène quasi inexistant en Islande en raison de la petite taille de la population et de la communauté gay très réduite. Une seule condamnation pour ce motif a été prononcée, en 1950.
De 1940 à 1990, neuf affaires judiciaires incluant des actes homosexuels sont présentées à la Cour suprême d'Islande, la plupart incluant des actes sexuels sur mineurs (parfois des viols). Les auteurs, tous des, hommes sont condamnés à plusieurs mois ou années de prison. Les premiers cas arrivent en 1940 et 1941, puis au milieu des années 1950. Cinq nouvelles affaires sont traitées par la cour suprême dans les années 1980. Les statistiques des juridictions inférieures (tribunaux de districts) sont incomplètes pour cette période. Les quelques condamnations dont il reste une trace concernent des relations avec des adolescents, certaines forcées et une contre rétribution monétaire.

### Invisibilisation de l'homosexualité et homophobie
L'homosexualité est un sujet peu présent dans la presse en Islande jusqu'en 1950. Quelques études médicales des années 1920 présentent l'homosexualité comme une « aberration sexuelle » (kynvilla) et une maladie. L'homosexualité n'est pas un sujet débattu dans la société islandaise et est largement invisibilisée. Néanmoins, à l'inverse d'autres pays européens, l'Islande ne connaît pas de panique morale sur cette thématique. Au début du XXe siècle, l'homosexualité est largement vue comme un phénomène étranger et une corruption morale dont il faudrait protéger les Islandais. C'est le cas avec Guðmundur Sigurjónsson, qui a vécu au Canada et dont le procès en 1924 est très médiatisé, entraînant un scandale public.Pour les chercheuses en littérature Fionnuala Dillane et Gunnthórunn Gudmundsdóttir, cette perception de l'homosexualité est à mettre en perspective avec le nationalisme, qui promeut une vision hétéronormée de la famille, cellule de base de la nation : les personnes homosexuelles remettent en cause l'idée d'une famille et d'une sexualité naturelle, dans l'ordre des choses, et constituent ainsi une menace pour la nation. C'est à cette période, en 1918, que le royaume d'Islande s'autonomise du royaume du Danemark.
Durant la Seconde Guerre mondiale, l'Islande est occupée par des troupes britanniques puis américaines, qui représentent jusqu'à 60 000 soldats. Des relations homosexuelles entre Islandais et soldats alliés ont pu se développer, même si l'ampleur de ce phénomène n'a pas été étudié. Dans les années 1950, le premier café gay ouvre à Reykjavik, alors que la société islandaise est profondément homophobe. Aucun homosexuel ne fait son coming-out, mais certains sont affublés de surnoms péjoratifs une fois que leur orientation sexuelle est connue par les rumeurs. En octobre 1968, un homme gay est attaqué chez lui par trois hommes voulant le punir de son orientation sexuelle. À l'arrivée de la police (appelée par son compagnon), il est arrêté pour violation de la chasteté et ses agresseurs ne sont pas poursuivis. Il perd son emploi et doit quitter le pays.

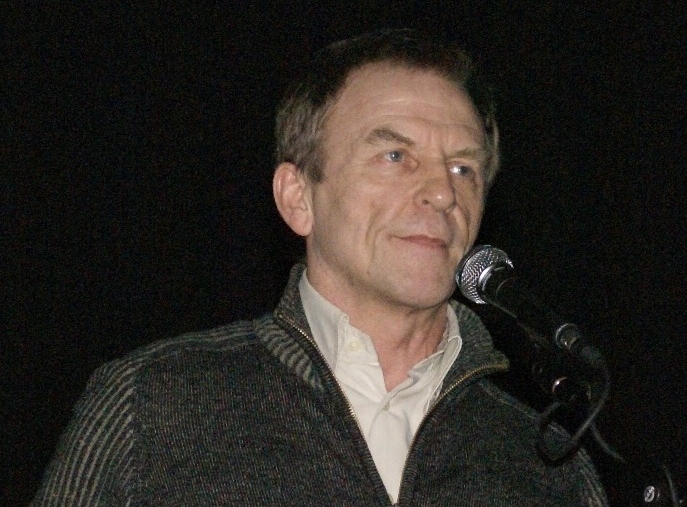
En 1975, l'artiste Hörður Torfason (ici en 2009) fait sont coming-out gay dans un magazine islandais, ce qui provoque une vive controverse et l'oblige à quitter le pays.

Dans les années 1970, l'homosexualité reste peu acceptée, et de nombreuses personnes gay et lesbiennes partent s'installer à Copenhague, ville plus tolérante et accueillante. Ainsi, en 1975, l'artiste Hörður Torfason fait son coming-out gay dans un magazine, mais quitte rapidement le pays à la suite des nombreuses critiques qu'il reçoit. Pour le professeur suédois en études de genre Jens Rydström, dans les années 1980, l'Islande est l'un des pays nordiques les plus homophobes.
Si l'homosexualité masculine est vue de manière très négative par la société islandaise jusque dans les années 1980, les lesbiennes sont complètement invisibles. Même au sein de groupes féministes, le lesbianisme n'est pas du tout un sujet de discussion.

### Militantisme et progression des droits LGBT (1978 - années 2020)
En 1978 est fondée l'organisation Samtökin '78 (en) (« organisation nationale des lesbiennes et des gays »). D'abord composée d'une vingtaine d'hommes gays, elle est rejointe par des lesbiennes, qui restent toutefois minoritaires. Elle organise des campagnes de sensibilisation aux droits des personnes homosexuelles. Une de ses premières revendication est de changer le terme officiellement utilisé en islandais, kynvillingar (« aberration sexuelle ») pour désigner les LGBT. Dans les années 1980, le terme samkynhneigð (« homosexualité », construit sur le même modèle que gagnkynhneigð « hétérosexualité ») a été imposé, ainsi que les mots hommi (« homo » ou « gay ») et lesbía (« lesbienne »).
La visibilité et l'acceptation des LGBT augmente progressivement, jusqu'à l'épidémie de Sida à la fin des années 1980. L'homosexualité provoque alors une panique morale dans la population islandaise, mais les homosexuels atteints du VIH sont progressivement perçus comme des personnes vulnérables à aider. Au sein de la petite société islandaise, où les liens familiaux sont importants, de nombreuses personnes avaient dans leur entourage quelqu'un touché par la maladie. L'épidémie de Sida, bien que n'ayant provoqué (jusqu'en 2008) que 60 cas et 37 morts, a été un puissant vecteur de visibilité des personnes homosexuelles.
Le militantisme des personnes LGBTQ auprès des membres de l'Althing, notamment de l'organisation Samtökin '78, et l'influence du parti féministe la Liste des femmes, fait néanmoins progresser les droits des gays et des lesbiennes. Une première proposition de loi déposée par la députée socialiste Kristín  S. Kvaran en 1985 pour lutter contre les discriminations LGBTphobes échoue face à l'opposition des parlementaires. Toutefois, en 1992, une commission sur les droits des personnes homosexuelles est créé.  Ingibjörg Sólrun Gísladóttird du parti féministe la Liste des femmes réussit à créer un consensus entre les différents partis politiques islandais. Cela mène à la légalisation d'un partenariat civil pour les couples de même sexe en 1996. Dans les années 1990, la perception des personnes LGBT s'améliore, et la population islandaise leur devient de plus en plus favorable. En 2008, l'Islande se classe première du classement des pays d'Europe sur la perception des personnes LGBT. L'élection de la Première ministre Jóhanna Sigurðardóttir en 2009, à la suite des importants mouvements sociaux consécutifs à la crise financière de 2008, marque une nouvelle avancée pour les droits LGBTQ : il s'agit en effet de la première cheffe d'état ouvertement lesbienne élue. En 2010, le mariage entre personnes de même sexe est adopté par le parlement.

#### Position de l’Église d'Islande
L'évêque Karl Sigurbjörnsson, dirigeant l’Église d'Islande (où le luthéranisme est religion d’État), s'oppose en 2006 à la une loi autorisant les pasteurs de bénir des unions de même sexe. La loi est adoptée en 2008 par l'Althing. Lors de l'adoption en 2010 du mariage homosexuel, l’Église d'Islande se divise sur la question de célébrer des mariages religieux (et non une simple bénédiction) pour les couples de même sexe. La loi, adoptée le 27 juin 2010, prévoit une exception qui permet à l’Église d'Islande de refuser le mariage religieux de personnes homosexuelles. Une centaine de pasteurs et théologiens signe une tribune favorable à la célébration religieuse des mariages gays et lesbiens. Des mariages homosexuels sont célébrés dans les églises islandaises. J. Lindberg estime toutefois qu'au sein de l’Église d'Islande, le débat autour du mariage homosexuel a été limité. L'évêque Agnes M. Sigurðardóttir présente en 2019 les excuses officielles de l’Église aux personnes homosexuelles.

#### Raisons de l'évolution législative
En une trentaine d'années, l'Islande est ainsi devenue une société très progressiste sur les questions LGBTQ, et le pays a gagné l'image d'une « utopie queer ». Cette évolution des mentalités s'explique en partie par la sécularisation importante de la société islandaise dans la deuxième moitié du XXe siècle. L'importance du mouvement féministe radical, apparu dans les années 1980, a également favorisé ces profondes transformations sociétales.
L'extension des droits des personnes homosexuelles est un sujet qui fait consensus au sein des différentes formations politiques islandaises. Ces questions ont fait l'objet d'un accord pour que le sujet ne soit pas source de division politique entre les différents partis. Pour le professeur en études de genre Jens Ryström, cela est caractéristique de la culture du consensus qui prévaut dans la politique islandaise ; un tel fonctionnement s'explique par l'organisation politique de l’État-providence islandais depuis les années 1930 qui permet d'importantes réformes sociales.
La valeur d'équité, au cœur des démocraties scandinaves, ont également contribué à favoriser la progression des droits des personnes LGBT, à partir du moment où ce combat a cessé d'être perçu comme une lutte idéologique, mais au contraire une question de justice sociale.

## Droits

### Partenariat civil et mariage homosexuel

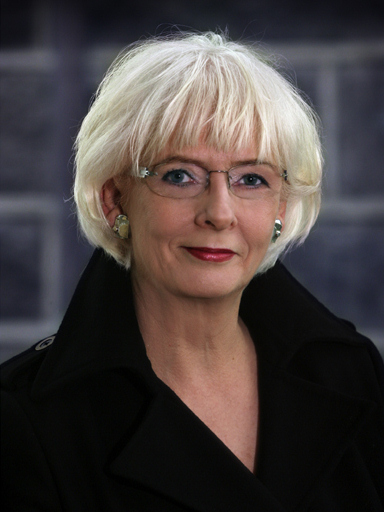
La Première ministre Jóhanna Sigurðardóttir, première cheffe d'état ouvertement lesbienne, étend le mariage aux couples de même sexe en 2010.

Les relations sexuelles entre hommes et entre femmes sont décriminalisées en 1940. Le code pénal introduit toutefois une différence entre hétérosexuels et homosexuels pour l'âge du consentement (14 et 16 ans pour les relations entre hommes et femmes, contre 21 ans pour les relations entre personnes de même sexe). Ce traitement discriminatoire est aboli en 1992, et l'âge du consentement est fixé à 14 ans.
L'Islande crée un partenariat civil pour les couples de même sexe en 1996, trois ans après la Norvège et un an après la Suède. Il est adopté par 70% des parlementaires, montrant un fort consensus politique sur le sujet. Ce partenariat civil (dénommé staðfest samvist, « partenariat confirmé ») est supprimé en 2010, lorsque le mariage est ouvert à tous les couples.
La loi de 1996 autorise les couples de même sexe à avoir l'autorité parentale partagée sur les enfants. Toutefois, la procréation médicalement assistée n'est pas autorisée, et certains enfants nés par PMA à l'étranger (notamment en Danemark ou en Suède) au sein de couples de lesbiennes en partenariat se sont retrouvés en situation d'illégalité, la filiation n'étant pas reconnue pour les deux parentes.
L'adoption par une personne de l'enfant biologique de son partenaire est légale en Islande depuis 2000. Le 27 juin 2006, les couples islandais de même sexe sont devenus éligibles à une série de lois, y compris l'accès public au traitement d'insémination par FIV et l'adoption conjointe d'un enfant.
Le 27 juin 2010, sous l'impulsion de la Première ministre Jóhanna Sigurðardóttir, première cheffe d'état ouvertement lesbienne et à la tête d'une coalition de gauche, le mariage pour les couples de même sexe est adopté. Jóhanna Sigurðardóttir et sa compagne Jónína Leósdóttir deviennent le premier couple homosexuel marié après l'adoption de la loi. L'Islande devient le neuvième pays du monde à autoriser le mariage homosexuel. La loi prévoit une exception qui permet à l’Église d'Islande de refuser le mariage religieux de personnes homosexuelles. Néanmoins, en 2015, l’Église d'Islande accepte de marier les couples de même sexe.
La loi islandaise a instauré depuis 2003 une obligation de paternité, afin que chaque enfant soit élevé par ses deux parents. Pour les couples hétérosexuels, cela oblige notamment la mère à déclarer le père biologique de son enfant. Avec l'adoption du mariage pour les couples de même sexe, « le mariage implique donc la présomption de paternité, quel que soit le sexe des membres du couple. C’est une reconnaissance intéressante de la filiation sociale plutôt que biologique ».

### Protection contre la discrimination
En 1996, l'Althing adopte des amendements au Code pénal islandais, ajoutant l'orientation sexuelle à la loi sur la non-discrimination du pays. Il est donc illégal de refuser des biens ou des services à des personnes en raison de leur orientation sexuelle, ou d'attaquer publiquement une personne ou un groupe de personnes en se moquant d'elles, en les diffamant, en les maltraitant ou en les menaçant en raison de leur orientation sexuelle.
Depuis 2008, il est illégal de discriminer des personnes sur la base de leur orientation sexuelle dans l'enseignement.
En 2014, le Parlement approuve un amendement au Code pénal, ajoutant l'identité sexuelle à la liste des motifs de discrimination.
Le 11 juin 2018, le Parlement a approuvé une loi interdisant la discrimination dans l'emploi fondée sur l'orientation sexuelle, l'identité sexuelle, l'expression sexuelle et les caractéristiques sexuelles, entre autres. Elle est entrée en vigueur le 1er septembre 2018.
Toutefois, aucune loi en Islande ne punit spécifiquement les crimes de haine envers les personnes LGBT. Il n'existe pas de statistiques sur les agressions que subissent les personnes LGBT+ islandaises, même si l'organisation Samtökin '78 (en) recueille les témoignages des personnes queer victimes de violence.

### Droits des personnes transgenre
En 2017, l'Islande et la Finlande sont les seuls pays nordiques à avoir une législation protectrice spécifiquement destinée aux personnes transgenre. Une première loi est adoptée le 27 juin 2012 par l'Althing dans l'objectif que les personnes trans bénéficient des mêmes droits que les personnes cisgenres. La loi prévoit la création d'un comité médical chargé de diagnostiquer la dysphorie de genre chez les personnes trans ; une fois ce diagnostic posé, la transition administrative peut débuter (changement de genre à l'état civil, changement de prénom).
Jón Ingvar Kjaran[Qui ?] (2017) note toutefois que l'acceptation et les droits des personnes trans et des personnes queer défavorisées pourraient encore être améliorées.
En août 2019, l'Althing adopte une loi sur l'auto-détermination de genre, simplifiant la procédure de transition de genre. La loi instaure également un genre neutre. Cette législation est saluée par les militants transgenre, mais est critiquée par la non inclusion des personnes intersexe: les chirurgies d'attribution sexuelle sur les bébés intersexe ne sont en effet pas interdites.

#### Changement de nom et genre neutre
La loi sur l'autonomie de genre de juin 2019 autorise la mention d'un genre neutre sur les passeports islandais ou sur la carte d'identité. Un an et demi après, en janvier 2021, l'agence nationale islandaise d'état civil ouvre la possibilité aux personnes non-binaires d'être enregistrées avec un genre neutre. La loi oblige également les entreprises privées à inclure l'option du genre neutre dans leurs documents et formulaires. Cette loi fait de l'Islande le seul pays européen à reconnaître explicitement un genre neutre.
Les personnes non binaires peuvent adopter un nom patronymique se terminant par un suffixe neutre -bur (« enfant de »), à la place de -son (« fils de ») ou -dóttir (« fille de »).
En Islande, les prénoms sont régulés par le Comité islandais des noms, qui décide quels prénoms peuvent être utilisés. Les prénoms islandais sont binaires, masculins ou féminins. La législation de 2019 permet à chaque personne de choisir un prénom masculin ou féminin, quel que soit son genre. Néanmoins, les prénoms épicènes restent très rares (c'est le cas du prénom Blær). La loi permet également aux personnes non binaires d'adopter un nom de famille, si celui-ci existe déjà dans la famille,.
Les personnes non binaires utilisent le pronom neutre hán (troisième personne du singulier), même si en 2022 le terme n'est pas reconnu par la base de données officielle de morphologie islandaise.

#### Transition médicale
En 2022, les personnes trans peuvent prendre des bloqueurs de puberté, et changer légalement de nom et de genre à partir de l'âge de 15 ans. À partir de 16 ans, ces personnes peuvent, après consultations médicales, avoir accès à des hormones pour entamer une transition de genre médicale.  Depuis 2012, le parcours médicalisé de transition de genre est remboursé par la sécurité sociale islandaise.

## Vie culturelle, associative et politique

### Une homosocialisation limitée
La vie culturelle LGBT est concentrée dans la capitale Reykjavik, seule ville du pays à avoir un bar gay (fermé en 2005). En raison de la faible taille de la population (376 248 habitants en 2022), les lieux de sociabilité LGBT sont peu nombreux. « La socialisation homosexuelle est différente des autres pays [...] culturellement proches comme le Danemark [...] L’homosexuel islandais est « pris » dans la société islandaise sans autre alternative, sinon celle de partir à l’étranger ». Même dans les grandes villes, notamment Reykjavik, l'anonymat est relatif. Cette situation contraste avec les autres villes nordiques, comme Copenhague, considérée comme « lieu carrefour de liberté sexuelle de l’Europe du Nord ».
La communauté transgenre est assez restreinte en Islande : en 2012, on compte environ une cinquantaine de personnes trans, d'après l'organisation Trans Ísland.

### Marches des fiertés

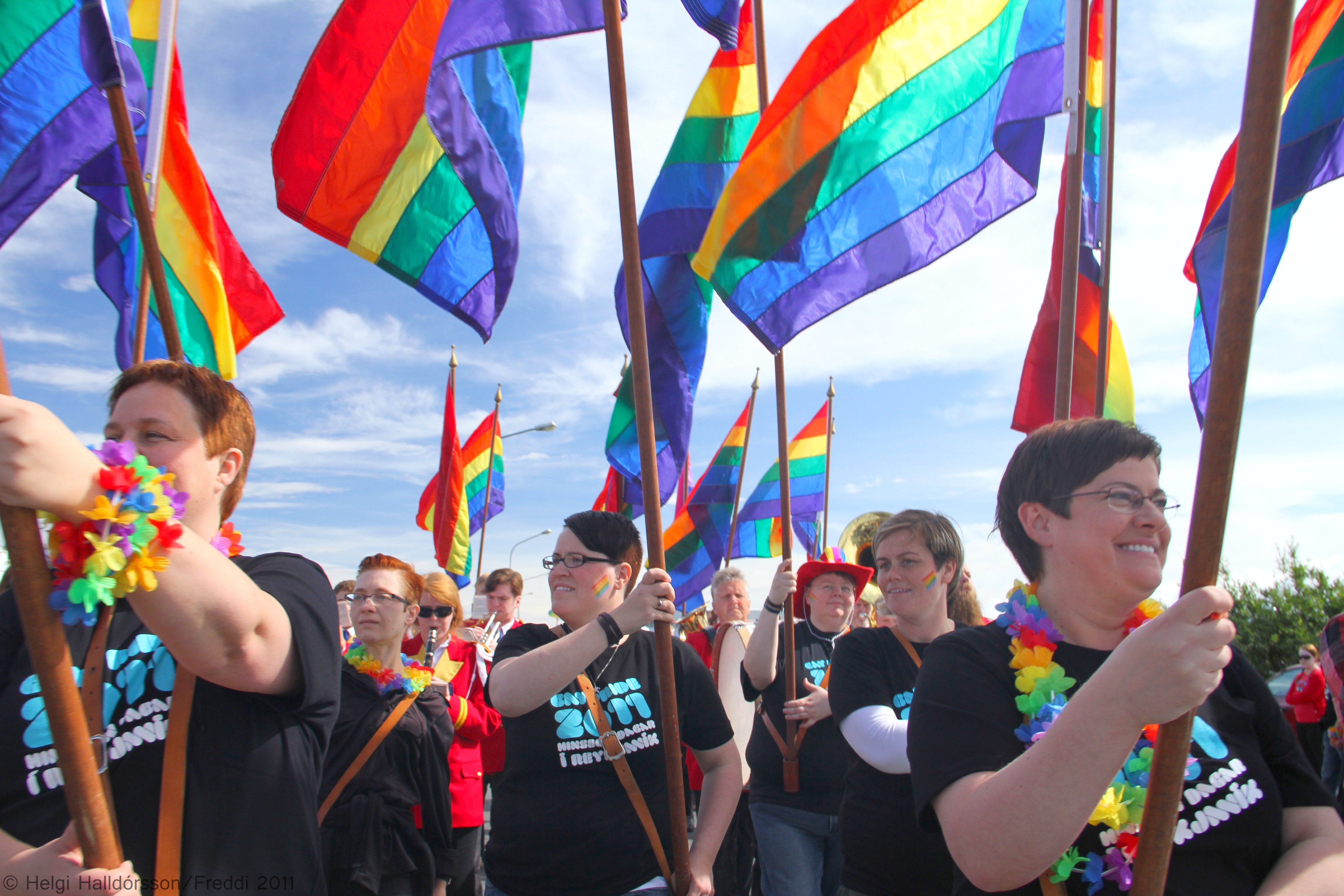
Marche des fiertés de Reykjavik de 2011.

La marche des fiertés de Reykjavik (Hinsegin dagar, traduisible par « journées queer ») est l'un des évènements culturels et politiques les plus importants d'Islande. En 2005, entre 40 000 et 50 000 personnes participent à la pride ; en 2010, ce sont 90 000 personnes qui défilent, soit près d'un quart de la population islandaise.